# 双路街道
双路街道，是中华人民共和国重庆市大足区下辖的一个乡镇级行政单位。

## 历史沿革
双路原属大足县。宣统二年（1910年）始设双路乡，相继隶属于第二区、第四区、第八区（邮亭区）。1958年10月与元通乡合并设立双路公社（1961年元通被划出设立元通公社）。
1975年10月，大足县划出双路公社和元通公社4个大队、土桥公社2个大队建立双桥区，隶属于重庆市。后按《宪法》与《地方组织法》等规定，改为双路镇。
2011年10月，双桥区撤销，双路镇划入新成立的大足区，由双桥经济技术开发区代管。2014年12月30日，重庆市人民政府批复同意撤销双路镇，设立双路街道。

## 行政区划
双路街道下辖以下地区：
双龙西路社区、双南路社区、双北路社区、黄桷社区、火炬社区、龙塘社区、双桥社区、文西社区和四方社区。